# Taraxacum brachylepis
Taraxacum brachylepis — вид квіткових рослин з родини айстрових (Asteraceae). Вид зростає в Європі: Данія, Фінляндія, Польща, Чехія; це багаторічна рослина помірних біомів.